# Takifugu rubripes
Cá nóc hổ (Danh pháp khoa học: Takifugu rubripes) là một loài cá nóc trong họ Tetraodontidae,
 chúng còn được biết đến với tên gọi là cá nóc Nhật Bản hay
Torafugu (tiếng Nhật: 虎河豚), hay còn được biết đến là Fugu rubripes) Chúng là cá ngon nổi tiếng ở Nhật Bản, Nam Hàn, Trung Quốc.

## Đặc điểm
Cá nóc hổ lớn thường sống ở vùng nước gần bờ, thỉnh thoảng vào khu vực nước lợ. Cá con thường thấy ở cửa sông nước lợ. Khi lớn chuyển ra xa bờ. Đẻ ở biển từ tháng 3 đến tháng 5. Trứng bám vào đá ở khu vực có đá cuội sâu chừng 20 mét. Gan và buồng trứng có độc, ruột nhẹ hơn, thịt, da và tinh hoàn không độc. Với cái bụng nhô ra và vây vụng về, cá nóc hổ trông có vẻ hiền lành như một con cá vàng cảnh nhưng cá nóc hổ có chứa một trong những chất độc thần kinh gây chết người mạnh nhất của thiên nhiên, có thể giết chết một người dù họ mới chỉ ăn được một vài miếng sashimi cá nóc .
Ấu trùng cá nóc cũng có thể là chất độc đối với động vật ăn thịt, ngay cả những ấu trùng của cá nóc được trang bị một độc tố cũng có thể làm cho động vật ăn thịt nhổ chúng ra, ngay cả những con cá nóc con cũng chứa độc tố, cá nóc con độc đến mức buộc cá khác ăn chúng phải nhả ra ngay lập tức, cá mẹ truyền độc tố mạnh cho cá con đang phát triển trong buồng trứng, giúp giải thích tại sao cá nóc được trang bị vũ khí giết người ngay từ khi sinh ra.
Từng đánh bắt được con cá nóc hổ nặng 6,1 kg dài 66 cm, chiều ngang cơ thể lên tới 22 cm, Phần thịt có thể ăn được của con cá nóc này khoảng 3 kg và có thể làm món sashimi phục vụ cho 30 người. và trong bụng cá chứa khoảng 3 triệu quả trứng. Con cá nóc hổ này có thể là một trong số những con cá lớn nhất thuộc loại này được nuôi thả trên biển. Trứng và gan của loài cá này chứa một loại chất độc thần kinh cực mạnh

## Trong ẩm thực
Cá nóc hổ là một trong hơn 100 loài cá nóc ăn được, là loài phổ biến nhất ở Nhật Bản. Trong tiếng Nhật, nó được gọi là Honfugu hay Oofugu. Mùa chính là mùa đông hoặc chậm hơn một chút, có nhiều ở trung và đông Nhật Bản, là món đặc sản của vùng Hamamatsu và Shizuoka. Người Nhật đánh bắt 11.000 tấn/năm, nuôi 4.700 tấn và 13.000 tấn nhập về từ Trung hoa và Nam Hàn. Ở Nhật, mặc dù có thể mua cá làm sẵn, người ta cần giấy phép đặc biệt để có thể xẻ cá, phục vụ cá hoặc bán cá vì cơ quan nội tạng của nó có chứa chất độc gây chết người rất mạnh.
Cá nóc Nhật Bản được giới đại gia sành ăn coi là sơn hào hải vị, nhưng cũng là thực phẩm tiềm ẩn sự độc hại có thể đoạt mạng người nếu không chế biến cẩn trọng. Hàng năm ở Nhật Bản, nhiều người phải nhập viện vì ăn cá nóc, thỉnh thoảng hậu quả rất nghiêm trọng. Những người mê mẩn cá nóc nói rằng cảm giác ngưa ngứa, kích thích mà thịt cá nóc để lại trên lưỡi, vốn do chất độc thần kinh có trong người loại cá này gây ra. Ngon nhất là món làm từ cá nóc hổ, giá cá nóc hổ tới 40.000 Yen (tương đương khoảng 7 triệu đồng)